# دیپ ران (کارولینای شمالی)
دیپ ران (به انگلیسی: Deep Run) یک منطقهٔ مسکونی در ایالات متحده آمریکا است که در کارولینای شمالی واقع شده‌است. دیپ ران ۳۱٫۰۹ متر بالاتر از سطح دریا واقع شده‌است.